# Urophyllum elliptifolium
Urophyllum elliptifolium är en måreväxtart som beskrevs av Elmer Drew Merrill. Urophyllum elliptifolium ingår i släktet Urophyllum och familjen måreväxter.
Artens utbredningsområde är Filippinerna. Inga underarter finns listade i Catalogue of Life.